# اچ‌دی ۱۷۵۴۴۳
اچ‌دی ۱۷۵۴۴۳ یک ستاره است که در صورت فلکی شلیاق قرار دارد.